# Іршанська селищна територіальна громада
Іршанська селищна територіальна громада — територіальна громада в Україні, в Коростенському районі Житомирської області. Адміністративний центр — селище Іршанськ.

## Загальна інформація
Площа території громади, станом на 1 січня 2021 року, становила 245,2 км², кількість населення — 9 460 осіб.
На 2017 рік площа громади становила 139,020 км², кількість населення — 8 361 мешканець.
Територією громади протікає річка Ірша.

## Населені пункти
До складу громади входять селище (Іршанськ) і 13 сіл: Винарівка, Граби, Губенкове, Гута-Добринь, Десятини, Добринь, Ємилівка, Ковалі, Красносілка, Мелені, Полянка, Старики, Шершні.

## Старостинські округи[3]
- Добринський
- Меленівський
- Шершнівський

## Історія
Утворена в рамках адміністративно-територіальної реформи 2015 року. До складу громади увійшли Іршанська селищна та Добринська сільська ради Володарсько-Волинського району, які 10 серпня 2015 року ухвалили рішення про добровільне об'єднання громад. 14 серпня 2015 року утворення громади затверджене рішенням обласної ради.
23 червня 2017 року внаслідок добровільного приєднання до громади приєдналася Шершнівська сільська рада Коростенського району Житомирської області.
Відповідно до розпорядження Кабінету Міністрів України № 711-р від 12 червня 2020 року «Про визначення адміністративних центрів та затвердження територій територіальних громад Житомирської області», до складу громади було включено території та населені пункти Ковалівської й Меленівської сільських рад Коростенського району Житомирської області.
Відповідно до постанови Верховної Ради України від 17 червня 2020 року «Про утворення та ліквідацію районів», громада увійшла до складу новоствореного Коростенського району Житомирської області.